# Gestrichenes Papier
Gestrichenes Papier – auch Kunst- oder Bilderdruckpapier genannt – ist ein Papier, bei dem die Oberfläche mit einem Bindemittelauftrag („Strich“) veredelt ist. Als Material für den Bindemittelauftrag wird sogenannte Streichfarbe verwendet, deren Hauptbestandteil Kreide, Kaolin, Kasein oder Kunststoffdispersion sein kann. Das Papier bekommt dadurch eine geschlossenere, glattere und stabilere Oberfläche, wodurch eine hohe Detailwiedergabe und bessere Qualität beim Druck erreicht wird.
Papier ohne Bindemittelauftrag wird als ungestrichenes Papier oder Naturpapier bezeichnet. Die Oberfläche von Naturpapier kann jedoch oberflächenbehandelt sein und darf bis zu 5 g/m² Pigmente enthalten.

## Aufbau und Varianten

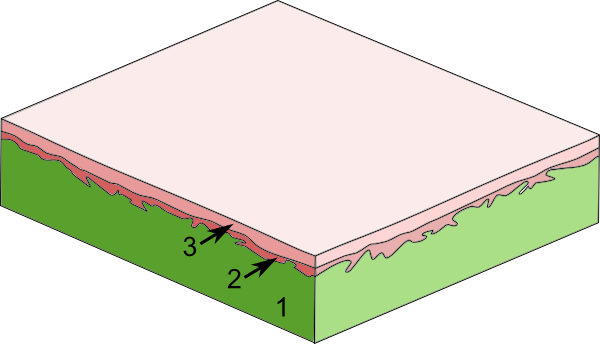
Zweimal gestrichenes Papier:
1) Das Papier
2) Erste Schicht zum Ausgleichen der Oberfläche
3) Zweite Schicht für eine glattere, gleichmäßigere und weißere Oberfläche

Der Strich kann matt oder glänzend, ein- oder beidseitig sein. Mittels Rakel oder Luftrakel oder mittels eines Schabers (englisch blade) kann bei Papieren, bei denen hohe Anforderungen an eine glatte und auch glänzende Oberfläche gestellt werden (z. B. für Bildbände), bis zu dreimal Strich aufgetragen werden. Grundsätzlich sind alle Papiere nach dem Strich zunächst matt. Um ein glänzendes Papier zu bekommen, lässt man es zusätzlich durch den Kalander laufen, welcher das Papier durch Druck von zwei Walzen glättet.
Es wird unterschieden zwischen:
- matt gestrichenen Papieren,
- halbmatt gestrichenen Papieren,
- glänzenden Papieren und
- gussgestrichene Papiere, mit einer spiegelglänzenden Oberfläche, die im Gussstreichverfahren hergestellt wurden. Nach der Übertragung des eigentlichen Strichs wird die Streichfarbe im Kontakt mit einem heißen Chromzylinder getrocknet. Dadurch ist der Hochglanz dieser Produkte praktisch das Spiegelbild dieses Chromzylinders.

## Eigenschaften
Ziele des Mineralstrichs sind:
- Verbesserung der Bedruckbarkeit
- Erzielung einer glatteren, homogeneren Oberfläche
- dem Druckverfahren angepasste Benetzbarkeit
- optimale Tintenaufnahme / Tintenstandvermögen
- Bessere Gesamtopazität
- Teilweise Glanz
- Besseres visuelles Erscheinungsbild (höherwertiges Papier)
- Erhöhung von Flächengewicht und Dichte
- besondere Eigenschaften z. B. Fett- oder Gas-(Aroma-)dichtigkeit

## Geschichte
Gestrichene Papiere sind bereits im alten China und in Arabien bekannt gewesen. Dabei verwendete man Stärke und Mineralien, die mit der Hand auf die Papieroberfläche aufgestrichen wurden (Handpapiermacherei). Die handwerkliche Buntpapiermacherei Europas praktizierte neben anderen Techniken gelegentlich die Streichmethode zur Herstellung einfacher farbiger Papiere. Maschinell wurden Streichfarben erstmals im Jahre 1866 in Dresden mit einer Walze auf Papier aufgetragen und anschließend mit Bürsten verrieben und geglättet. Die weitere Entwicklung wurde in Deutschland beispielsweise durch die Buntpapierfabrik in Aschaffenburg und durch unzählige weitere Papierfabriken in Europa vorangetrieben. Die 1855 gegründete Papierfabrik Scheufelen stellte 1892 das erste mit Satinweiß und Kreide gestrichene Kunstdruckpapier in Europa her.
Seither wurde die Streichtechnik – auch im Zuge der Anforderungen an die Bedruckbarkeit von Papieren – weiter verfeinert, sowohl was die Zusammensetzung von Streichfarben betrifft, wie auch die maschinelle Ausrüstung. Der Strichauftrag (Strichgewicht) beträgt heute je nach Verwendungszweck des Papiers zwischen 5 und 20 g/m², wobei je nach Verwendung ein- oder beidseitig, einfach oder doppelt (manchmal dreifach) gestrichen wird. In Verbindung mit einer nachträglichen Satinage können bestimmte Glanzgrade der Papieroberfläche eingestellt werden, z. B. matt, halbmatt, glänzend oder Hochglanz. Die technische Weiterentwicklung der Online-Streichmaschinen führte zu Maschinen mit einer Breite von über 10 Metern und einer Laufgeschwindigkeit von über 3000 m/Min.